# Deliceto
Deliceto là một đô thị thuộc tỉnh Foggia trong vùng des Puglia của Ý. Đô thị này có diện tích km², dân số người.
Deliceto có diện tích 76 km2, dân số 4119 người. Đô thị này giáp với các đô thị sau: Accadia, Ascoli Satriano, Bovino, Candela, Castelluccio dei Sauri, Sant'Agata di Puglia.